# The Snow Goose
Music Inspired by the Snow Goose es el tercer álbum del grupo de rock progresivo Camel, publicado en 1975. Concebido como una obra conceptual tras el anterior disco Mirage y basada en la obra homónima del escritor Paul Gallico. Este álbum es considerado a menudo como uno de los pilares más importantes y fundamentales del movimiento del Rock progresivo.

## Historia del Disco
La suite compuesta por Andrew Latimer titulada "Nimrodel" incluida en su anterior trabajo Mirage y basada en la obra literaria El señor de los anillos de Tolkien, fue un primer encuentro que abre la idea para futuros trabajos conceptuales de la banda.
Con los cuatro músicos comprometidos para presentar su siguiente trabajo basado en una obra literaria, se comienza a sugerir ideas.  Peter Bardens sugirió trabajar sobre la obra de Herman Hesse titulada Siddhartha y el 2 de junio de 1974 Camel entró en los estudios de Decca situados en West Hampstead de Londres. Grabaron la canción Riverman cantada por Andrew Latimer como futuro sencillo del disco y producida por David Hitchcock. Pero esta idea fue finalmente abandonada y la siguiente propuesta fue El lobo estepario nuevamente del autor Herman Hesse, pero finalmente fue Doug Ferguson, quien propone la obra Snow Goose, del escritor estadounidense Paul Gallico.
Tras ponerse de acuerdo, los compositores, Latimer y Bardens, deciden aislarse durante un tiempo en la campiña inglesa, en una hermosa cottage en el condado de Devon, al sudoeste de Inglaterra, y escribir la producción del nuevo disco.
Fruto de ese trabajo, en octubre de 1974, Camel realizó algunas actuaciones por Inglaterra, culminando con dos noches en el Marquee Club de Londres antes de viajar a América durante un Tour de siete semanas junto a la banda Wishbone Ash.
Finalmente, en enero de 1975 comienza las grabaciones en Islands Studios, de Londres, bajo la producción de David Hitchcock y un equipo de ingeniería encabezado por Rhett Davies. Posteriormente se usó los Decca Studios para grabar nuevos sonidos/instrumentos con el ingeniero de sonido John Burns.
Para finalizar la grabación, el compositor David Bedford trabaja en los arreglos orquestales y que fueron grabados por la prestigiosa Orquesta Sinfónica de Londres.
El propio Latimer años más tarde declararía: "Era un álbum extraño. Componíamos y tocábamos las partes musicales, pero nunca las habíamos presentado anteriormente, por lo que no teníamos ni idea de qué resultado obtendríamos. Sin embargo, cuando escuchamos lo que habíamos grabado, quedamos contentos".
Inicialmente se pensó en incluir una parte narrada en el disco y parte del texto, por lo que se intentó conseguir la autorización del escritor de la obra, pero la respuesta de este fue negativa, pensando erróneamente que la banda tenía relación con la conocida marca de cigarrillos norteamericana. Finalmente la autorización no se produjo y el disco aparecería en Inglaterra bajo el título de  Music Inspired by the Snow Goose en Abril de 1975 y el 19 de julio de 1975 en Estados Unidos.
Music Inspired by the Snow Goose fue el paso definitivo de Camel a la escena internacional. En su país, alcanzaría el honor de revistas prestigiosas como Melody Maker y participaron en el programa de televisión "Old Grey Whistle Test" de la BBC (donde actuaron junto a una pequeña orquesta de cámara) y en el conocido programa de radio BBC Radio One "In Concert". El disco se mantuvo en las listas inglesas durante 13 semanas alcanzando el puesto 22 y vendiendo más de 60.000 copias solo en su país. A pesar de ser un disco conceptual en mayo fue puesto en circulación un sencillo que contenía los temas "Flight Of The Snow Goose" con una nueva mezcla y como cara B "Rhayader".
La primera edición en España apareció dentro de un doble disco de vinilo incluyendo "Mirage", su anterior disco de 1974 y la portada de este.
En mayo de 2013 se graba una nueva versión que aparece titulada sólo como The Snow Goose (sin "Music Inspired By"). A finales de septiembre de 2013 se anuncia en la web oficial del grupo el próximo lanzamiento de esta edición con motivo de la gira en la que interpretaran dicho disco en su totalidad, y finalmente el noviembre del mismo año se libera el disco al público.

## Presentación en Directo
Camel presentó un memorable concierto junto a la Orquesta Sinfónica de Londres en el Royal Albert Hall de la capital inglesa en 17 de octubre de 1975. Aquella actuación aparece en el doble álbum en vivo editado en 1978 llamado A Live Record.
Tour 1975:
Reino Unido:
Apr-13: Greyhound – Croydon.
Apr-20: Winning Post – Twickenham.
Apr-22: Hippodrome Theatre – Londres.
Apr-26: Leicester Polytechnic – Leicester.
Apr-27: Civic Hall – Guilford.
May-1:  Cleopatra's – Derby.
May-2:  Newcastle University – Newcastle.
May-3:  Univ of Science & Tech – Mánchester.
May-4:  Roundhouse – Londres.
May-6:  Music Hall – Shrewsbury.
May-7:  Bristol Polytechnic – Bristol.
May-10: Stadium – Liverpool.
May-13: Barbarella's – Birmingham.
May-15: Winter Gardens – Cleethorpes.
May-16: College of Fashion – London.
May-23: Thames Polytechnic – Woolwich.
May-24: Civic Hall – Guildford.
May-31: City Hall - St Albans.
June-6: Mayfair Ballrom – Newcastle.
Holanda:
June-15: Summerpop '75, Turfschip – Breda.
Reino Unido:
June-20: University Of Sciences – Mánchester.
June-21: Old Grey Whistle – London.
June-25: Town Hall – Torquay.
June-26: Johnson Hall – Yoevil.
June-27: Regal Theatre – Redruth.
June-28: Guildhall – Plymouth.
June-29: Town Hall – Birmingham.
June-30: Free Trade Hall – Mánchester.
July-1:  City Hall – Glasgow.
July-2:  Charter Theatre – Preston.
July-3:  City Hall – Newcastle.
July-4:  Victoria Hall – Stoke.
July-6:  New London Theatre – London.
July-12: City Hall - St Albans.
Aug-1:   Town HallWatford.
Aug-3:   Fairfield Hall – Croydon.
Aug-9:   Kursaal Ballroom – Southend.
Aug-16:  Stadium – Liverpool.
Aug-24:  Pavilion – Torquay.
Aug-25:  Winter Gardens – Malvern.
Alemania:
Sept-20: Schwabingerbrau – Múnich.
Sept-23: satori-Sale - Colonia.
Sept-27: Münsterlandhalle - Cloppenburg.
Reino Unido:
Oct-3:   Corn Exchange – Cambridge.
Oct-5:   Hampstead Pavilion – Hemel.
Oct-12:  Leith Theatre – Edimburgo.
Oct-17:  Royal Albert Hall – Londres.
Nov-7:   Town Hall – Birmingham.
Nov-8:   Friar's – Aylesbury.
Nov-18:  New Theatre – Oxford.
Nov-20:  Marine Hall – Peterborough.
Nov-21:  Walthamstow Polytechnic – Walthamstow.
Nov-22:  Leeds University – Leeds.
Nov-25:  Guildhall – Plymouth.
Nov-26:  Theatre – Redruth.
Nov-27:  Brangwyn Hall – Swansea.
Nov-28:  Trent Polytechnic – Nottingham.
Nov-29:  Kursaal – Southend.
Alemania:
Dec-5:   Musikhalle – Hamburgo.
Reino Unido:
Dec-16:  City Hall – Sheffield.
Dec-18:  Town Hall – Reading.

## Giras 2013/2014
Camel retorna tras diez años en Concierto presentando nuevamente "The Snow Goose" en su totalidad en el Teatro Barbican de Londres , el 28 de octubre.Un comunicado explica: "La noche rinde homenaje al exmiembro de la banda Peter Bardens, que murió de cáncer en el momento mismo que el líder del grupo, Andrew Latimer estaba luchando contra una enfermedad terminal.
"Diez años más tarde, Latimer ha recuperado su salud y está dispuesto a celebrar una carrera que abarca más de cuatro décadas. Este espectáculo de dos sets también englobará composiciones grabadas a lo largo de los años en un pacto personal de agradecimiento por una vida profundamente gratificante de la música".
La formación que acompaña a Andrew Latimer en esta nueva singladura está formada por Colin Bass (bajo) Denis Clement (batería y percusión), Guy Leblanc (teclados) y Jason Hart, también teclista Jason Hart. En los conciertos de 2014,  Guy Leblanc es sustituido debido motivos de salud por Ton Scherpenzeel, antiguo miembro de la banda desde los ochenta.
La Gira seguirá por varios países de Europa.

## Lista de canciones del Disco
Primera edición en vinilo 1975.
1. "The Great Marsh" – 2:02
2. "Rhayader" – 3:01
3. "Rhayader Goes to Town" – 5:19
4. "Sanctuary" – 1:05
5. "Fritha" – 1:19
6. "The Snow Goose" – 3:11
7. "Friendship" – 1:43
8. "Migration" – 2:01
9. "Rhayader Alone" – 1:50
10. "Flight of the Snow Goose" – 2:40
11. "Preparation" – 3:58
12. "Dunkirk" – 5:19
13. "Epitaph" – 2:07
14. "Fritha Alone" – 1:40
15. "La Princesse Perdue" – 4:43
16. "The Great Marsh" – 1:20

'Bonus Tracks en la versión en CD (2002)'
1. "Flight of The Snow Goose" (Single Edit)	2:05
2. "Rhayader" (Single Edit)	3:09
3. "Flight of the Snow Goose" (Alternate Single Edit)	2:49
4. "Rhayader Goes to Town" (En directo desde el Club Marquee londinense)	5:07
5. "The Snow Goose / Freefall (En directo desde el Club Marquee londinense)	11:01

Bonus Tracks en la versión de 2009 Deluxe Edition doble CD remasterizada
CD1
Igual a la edición de 2002
CD2
Temas 1–11 grabados en vivo de BBC Radio One concert (1975)
1. Rhayader Goes to Town
2. Sanctuary
3. The Snow Goose
4. Migration
5. Rhayader Alone
6. Flight of the Snow Goose
7. Preparation
8. Dunkirk
9. Epitaph
10. La Princesse Perdue
11. The Great Marsh
12. Selections from The Snow Goose (BBC 2 Old Grey Whistle Test 1975)

Versión re-grabada de 2013
1. "The Great Marsh" – 2:04
2. "Rhayadar" – 3:02
3. "Rhayadar Goes To Town  – 5:20
4. "Sanctuary" (revised edition) – 1:06
5. "Fritha" – 1:19
6. "Snow Goose" – 3:12
7. "Friendship" – 1:44
8. "Migration" (revised edition) – 2:02
9. "Rhayadar Alone" (revised edition) – 1:50
10. "Flight Of The Snow Goose" – 2:01
11. "Preparation" – 3:53
12. "Dunkirk" – 5:25
13. "Epitaph" (revised edition) – 2:07
14. "Fritha Alone" – 1:39
15. "Princesse Perdue" – 4:46
16. "The Great Marsh" – 1:34

## Intérpretes
- Andrew Latimer: Guitarras eléctricas, acústicas y slide, Flauta y voces.
- Peter Bardens: Órgano, Mini Moog, Piano acústico y eléctrico, ARP Odyssey.
- Doug Ferguson: Bajo y Duffle Coat
- Andy Ward: Batería, Percusión.

Producción
```
* Productor – David Hitchcock.
* Arreglos Orquestales - David Bedford.
* Ingeniero de sonido - Rhett Davies
* Ingeniero de sonido - John Burns.
* Asistencia Técnica - Graham Meek, Paul Cooper, Robert Ash, Rod Thear.
* Diseño – Modula.
```